# Heavenly Sweetness
Heavenly Sweetness is een onafhankelijk Frans platenlabel, dat jazz (opnieuw) uitbrengt. 
Het label werd in 2007 opgericht door Franck Descollonges (voorheen actief bij Virgin Music France) en Antoine Rajon (voorheen bij Isma'a). Op het label verschijnen rereleases van materiaal van onder meer Blue Note en Strata-East Records uit de jaren zestig en zeventig. Musici die hier opnieuw uitkwamen zijn bijvoorbeeld Art Blakey, Don Cherry, Kenny Dorham, Duke Ellington ("Money Jungle"), Elvin Jones, Freddie Hubbard, Bobby Hutcherson, Duke Pearson, Sam Rivers en Art Taylor.
Op het label verschijnen ook nieuwe platen, zoals van Chilly Gonzalez, Doug Hammond, Byard Lancaster. Onder de nieuwe albums zijn ook hiphop- en soulplaten.
Het label is gevestigd in Parijs.